# Курекчай
Курекчай (азерб. Kürəkçay) — одна з приток річки Кура, розташована в північно-західній частині Азербайджану.
14 травня 1805 року на березі річки (неподалік від Ганжі) відбулося підписання Курекчайського договору, який передав Карабахське ханство під російське панування.